# Eulophia obtusa
Eulophia obtusa är en orkidéart som först beskrevs av John Lindley, och fick sitt nu gällande namn av Joseph Dalton Hooker. Eulophia obtusa ingår i släktet Eulophia och familjen orkidéer. Inga underarter finns listade i Catalogue of Life.